# پسر بد (فیلم ۲۰۲۳)
پسر بد (انگلیسی: Bad Boy) فیلم هندی کمدی رمانتیک هندی-زبان است که در سال ۲۰۲۳ به اکران درآمد، کارگردانی این فیلم را راجکومار سانتوشی بر عهده اشت و توسط انجوم قریشی و ساجد قریشی ساخته شد. بازیگران اصلی فیلم، ناماشی چاکرابورتی و امرین قریشی (Amrin Qureshi) هستند.
فیلم در روز ۲۸ آوریل ۲۰۲۳ اکران شد ولی از لحاظ گیشه فروش، فیلمی ناموفق بود.